# بنية جزيئية هرمية مزدوجة ثلاثية

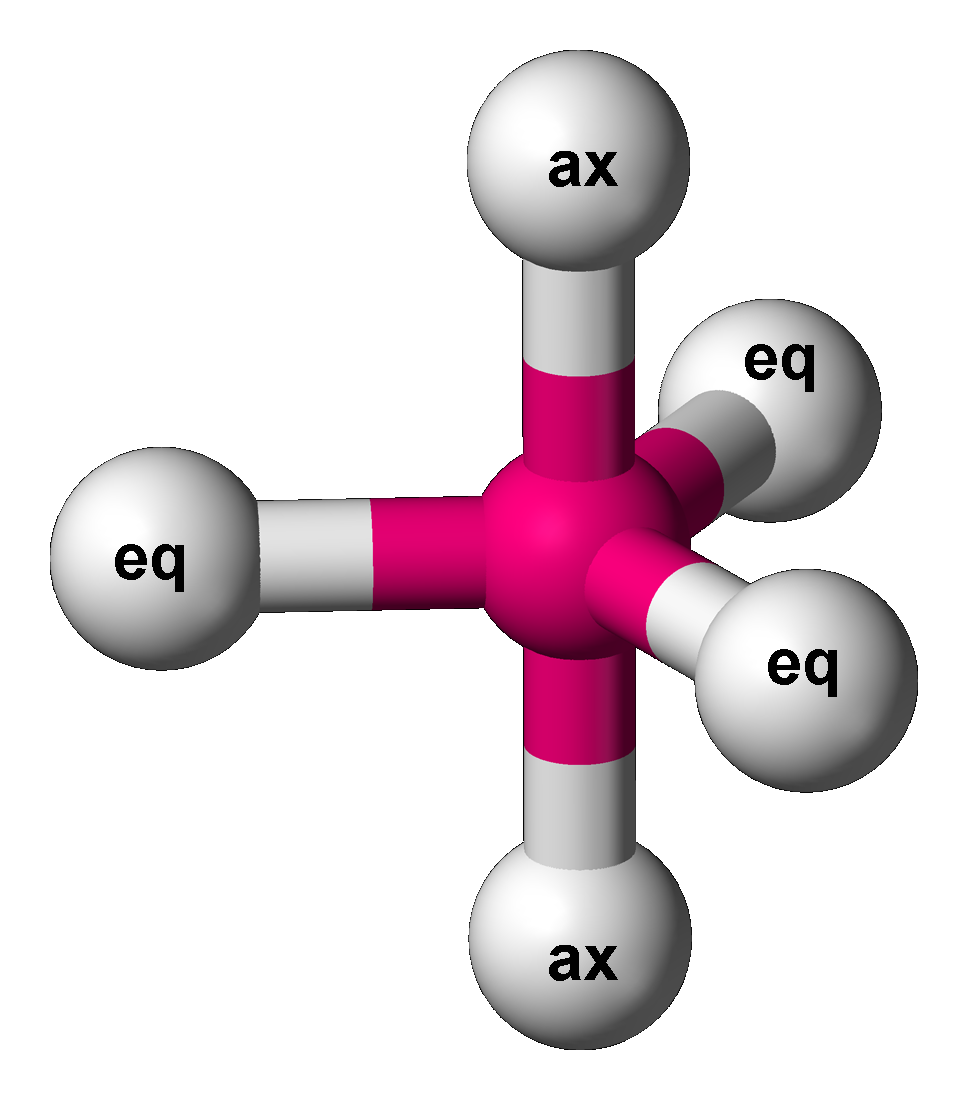
نموذج فراغي للبنية الجزيئية الهرمية المزدوجة الثلاثية
ax = الربيطات المحورية
eq = الربيطات الاستوائية (موجودة في مستو متعامد على المحور).

البنية الهرمية المزدوجة الثلاثية هي نمط من أنماط البنى الجزيئية أو التشكيلات الهندسية التي تأخذها بعض الجزيئات في الفراغ، بحيث تكون هناك ذرة مركزية تحيط بها خمس ذرات تكون متموضعة على زوايا هرم مزدوج ثلاثي.
تكون أطوال الروابط في هذه البنية غير متساوية، لأن ذلك غير ممكن فراغياً.

## أمثلة
من أمثلة المركبات الكيميائية التي لها هذه البنية في الطور الغازي؛ كل من:
- خماسي فلوريد الفوسفور (PF5)
- خماسي كلوريد الفوسفور (PCl5)